# Саттаров, Рашит Саттарович
Рашид Саттарович Саттаров (1912—1997) — советский работник строительной отрасли, бригадир каменщиков, Герой Социалистического Труда (1958).

## Биография
Родился в 1912 году в деревне Маметьево Российской империи, ныне Альметьевского района Татарстана.
Участник Великой Отечественной войны. После демобилизации из армии, с 1946 года, работал на станции Чу Джамбульской области. Один из первооснователей города Альметьевска — в числе первых приехал сюда в 1951 году с открытием здесь нефтяных месторождений. Работал каменщиком на различных площадках города. С 1953 по 1972 годы — бригадир каменщиков в строительно-монтажном управлении № 42 строительного треста № 8 «Альметьевнефтьстрой», затем трудился в СМУ-42 восьмого треста объединения «Татнефтестрой». В 1958 году бригада Саттарова первой перешла на трехсменную круглосуточную работу, внедрила хозрасчет и в этом же году он был удостоен звания Героя Социалистического Труда.
Будучи хорошим тружеником и организатором производства, Саттаров был наставником молодежи, воспитав целую плеяду специалистов. Избирался членом Пленума обкома профсоюзов работников нефтяной и газовой промышленности, объединенного постройкома строительного треста, депутатом городского Совета.
Умер Рашид Саттарович в 1997 году. Его имя присвоено улице в селе Урсала (микрорайон «Еврожилстрой») города Альметьевска.

## Награды
- Указом Президиума Верховного Совета СССР в 1958 году Рашиду Саттаровичу Саттарову было присвоено звание Героя Социалистического Труда с вручением ордена Ленина и золотой медали «Серп и Молот» (за достижение высоких результатов в строительстве).
- Также был награждён медалями орденами Октябрьской Революции, Отечественной войны 2-й степени и медалями.
- Заслуженный строитель Татарской АССР (1972).
- Почетный гражданин города Альметьевска (1969, за огромный вклад в строительство Альметьевска, высокое мастерство и профессионализм).[2]